# Joan de Tui
Joan de Porto o de Tui (Porto, Portugal, llavors Regne de Lleó - Tui, Galícia, segle ix), fou un eremita portuguès de la regió de Tui. És venerat com a sant per l'Església catòlica, amb culte local a la zona.

## Hagiografia
Només se'n sap que de jove volgué retirar-se per fer vida eremítica i trià la regió de Tui, davant de Valença. Després d'anys de solitud i pregària, morí i fou sebollit a Tui, al convent dels dominics.

## Veneració
Des d'antic fou venerat popularment, i se li atribuïa la protecció contra les febres. Segons una tradició, la reina Mafalda de Portugal i de Barcelona portà el cap de l'eremita a l'església de São Salvador da Gandra (Penafiel), i part de la relíquia fou duta a la capella de la Santa Cabeça de l'església de Na. Sra. da Consolação, a Porto. El fet que la seva festa sigui el 24 de juny ha portat que sigui confós amb Sant Joan Baptista, la festivitat del qual és molt celebrada a Porto, i que ha deixat en l'oblit la festa del sant local.